# Bão bụi tại Úc 2009

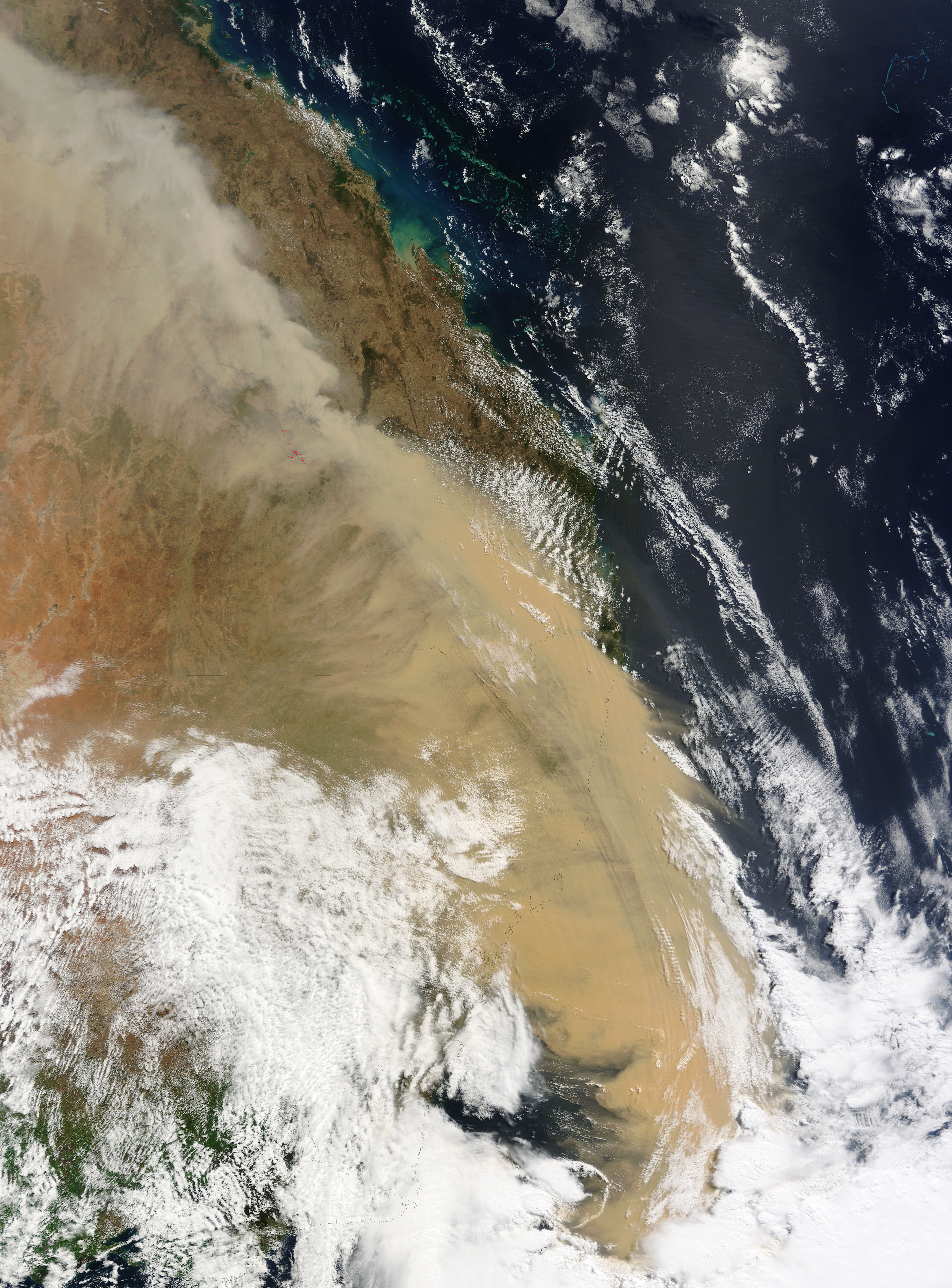
Bức hình chụp từ vệ tinh nhìn xuống, cơn bão bụi trông như một đốm màu nâu khổng lồ. Đây là trận bão tệ hại nhất kể từ thập niên 1940. Đường đi của nó được ghi nhận là đi từ Nam Úc đến New Zealand trên một đoạn đường dài 2200 cây số.

Năm 2009, một trận bão bụi lướt qua các tiểu bang của Úc là New South Wales và Queensland từ 22-24 tháng 9. Thủ đô, Canberra, trải qua trận bão bụi ngày 22 tháng 9, và vào ngày 23 tháng 9 cơn bão đến được Sydney và Brisbane.

## Hoành hành

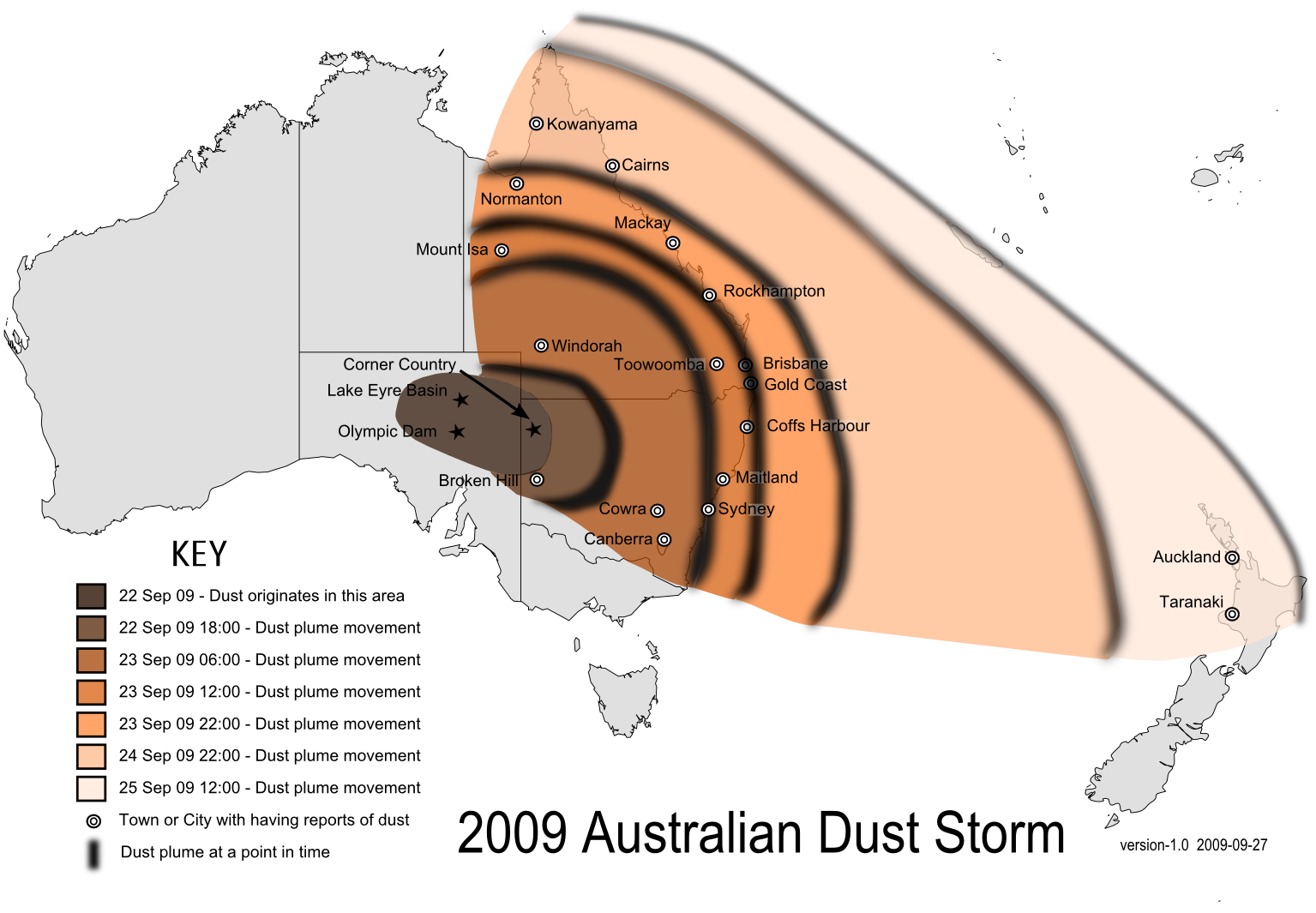
Bản đồ Úc và New Zealand cho thấy sự tiến triển của các khu vực bị ảnh hưởng do bụi và vùng bụi tại các khoảng khác nhau

Trận bão bụi tệ hại nhất trong 70 năm che phủ vùng duyên hải phía Đông đông đảo dân cư của Úc ngày 23/9, khiến phi trường lớn nhất của xứ này gần như tê liệt và hằng triệu người trên đường phố phải ho sặc sụa. Thành phố Sydney chứng kiến một buổi hoàng hôn màu cam kỳ quái trong khi màn bụi dày đặc giăng phủ suốt đêm. Mây bụi thổi về hướng Đông từ vùng nội địa khô cằn, nơi đây đang trải qua đợt hạn hán tệ hại nhất trong lịch sử. Bụi từ mặt đất bị cuốn lên cao theo gió bay xa hằng trăm dặm, che phủ hằng chục thị trấn và thành phố của hai tiểu bang. Bụi đất bay xa hơn về hướng Bắc khiến thủ phủ Brisbane của tiểu bang Queensland đến lượt phải chịu cảnh mịt mờ lúc chập tối. Bão bụi dày đặc như lần này hiếm khi xảy ra ở Sydney, trong khi toàn châu Úc cũng đang trải qua đợt thời tiết bất thường vào những ngày vừa qua. Đồng thời, cơn dông mưa đá trút xuống nhiều nơi, trong khi ở chỗ khác đợt nắng nóng và lửa rừng mùa xuân đến sớm hơn lệ thường. Bầu trời toàn là một màu đỏ rực.

## Ảnh hưởng

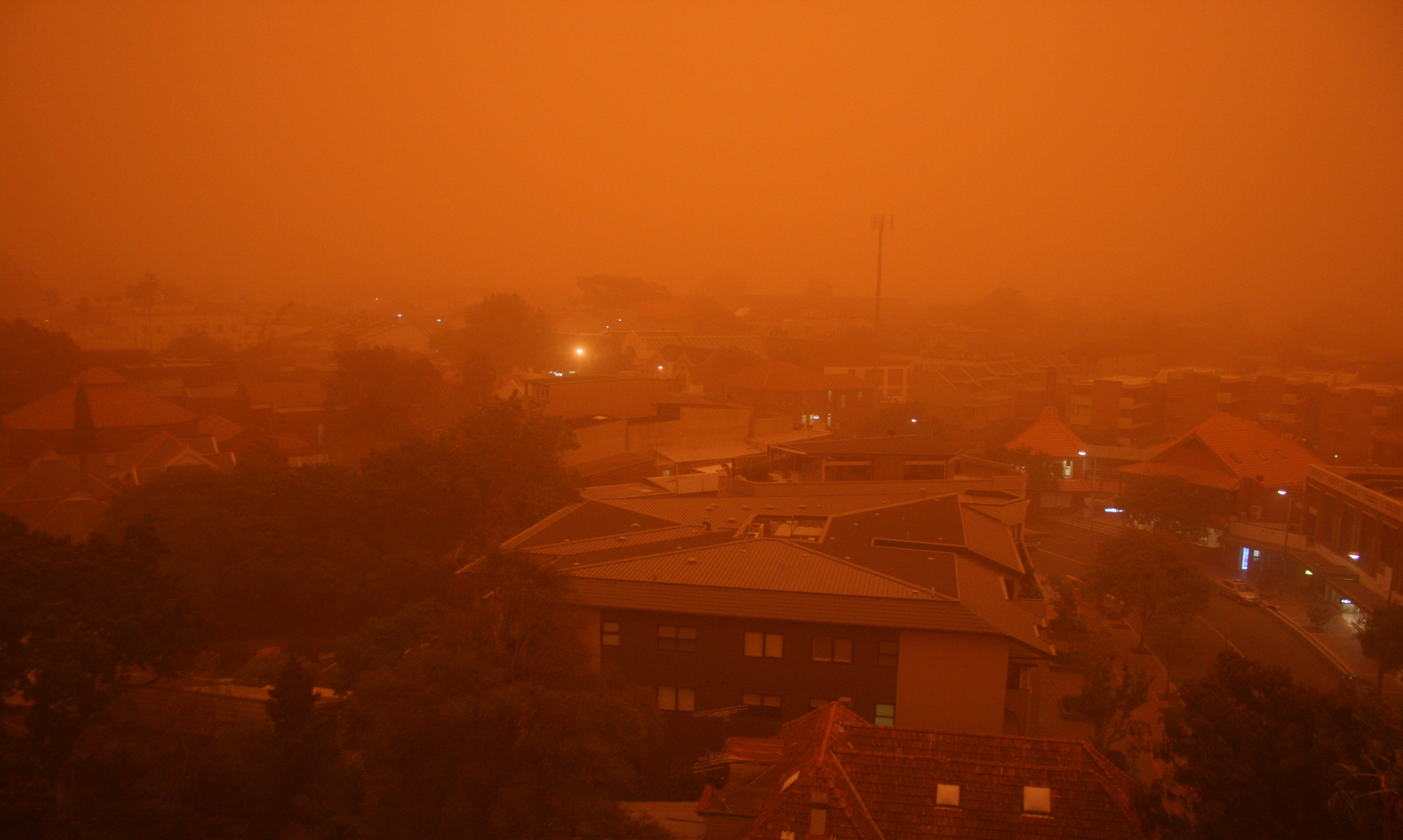
Ngoại ô Sydney, 06:20 sáng, 23 tháng 9. Lúc bình minh với mặt trời thấp trên bầu trời, màu sắc là một màu cam/nâu đổ rực. Đến 08:00 sáng, chuyển thành màu àng/nâu lợt.

Không có ai bị thương nhưng văn phòng dịch vụ cấp cứu báo cáo nói số người gọi khẩn cấp than phiền bị khó thở gia tăng, đồng thời cảnh sát kêu gọi mọi người chạy xe thong thả. Những ai bị bệnh suyễn hay bệnh liên quan về tim và phổi được khuyên nên ở trong nhà, đồng thời nên để sẵn thuốc men và dụng cụ trợ thở.
Các chuyến bay quốc tế đi đến Sydney phải tạm chuyển hướng qua thành phố khác, trong đó cả ba chuyến từ New Zealand đều phải đổi đường bay. Lịch trình các chuyến bay nội địa cũng bị đảo lộn vi phi trường Sydney hầu như tê liệt do tầm nhìn bị giới hạn. Vì lý do an toàn, các chuyến phà đưa khách từ hải cảng nổi tiếng phải ngưng hoạt động trong nhiều giờ. Đến giữa chiều thì bầu trời mới khá quang đảng, tuy vậy hãng hàng không quốc gia Qantas nói nạn máy bay đến và đi trễ sẽ phải kéo dài suốt ngày do hậu quả của các chuyến bị đổi hướng hoặc cất cánh trễ.

## Hình ảnh

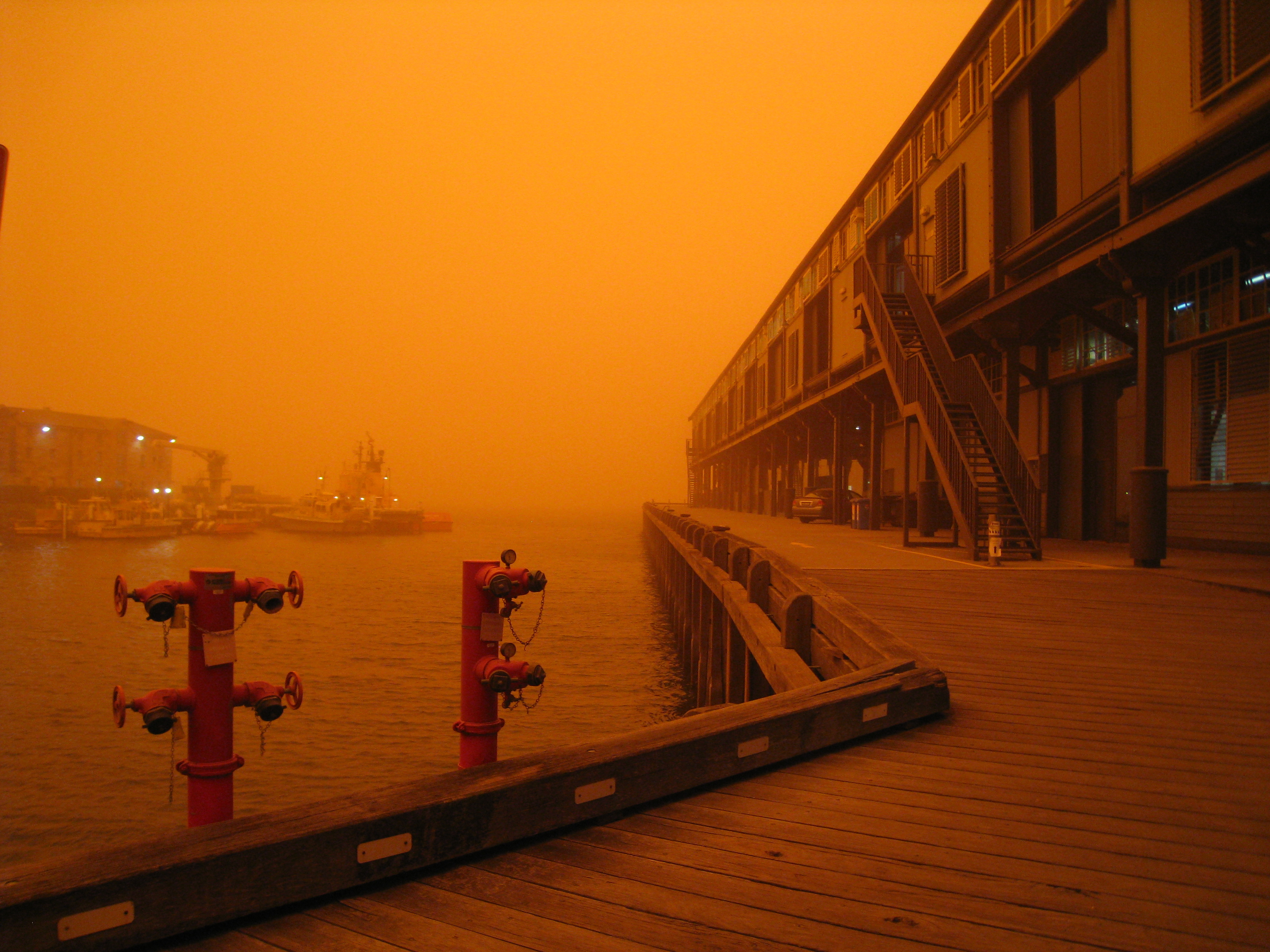
Sydney, NSW
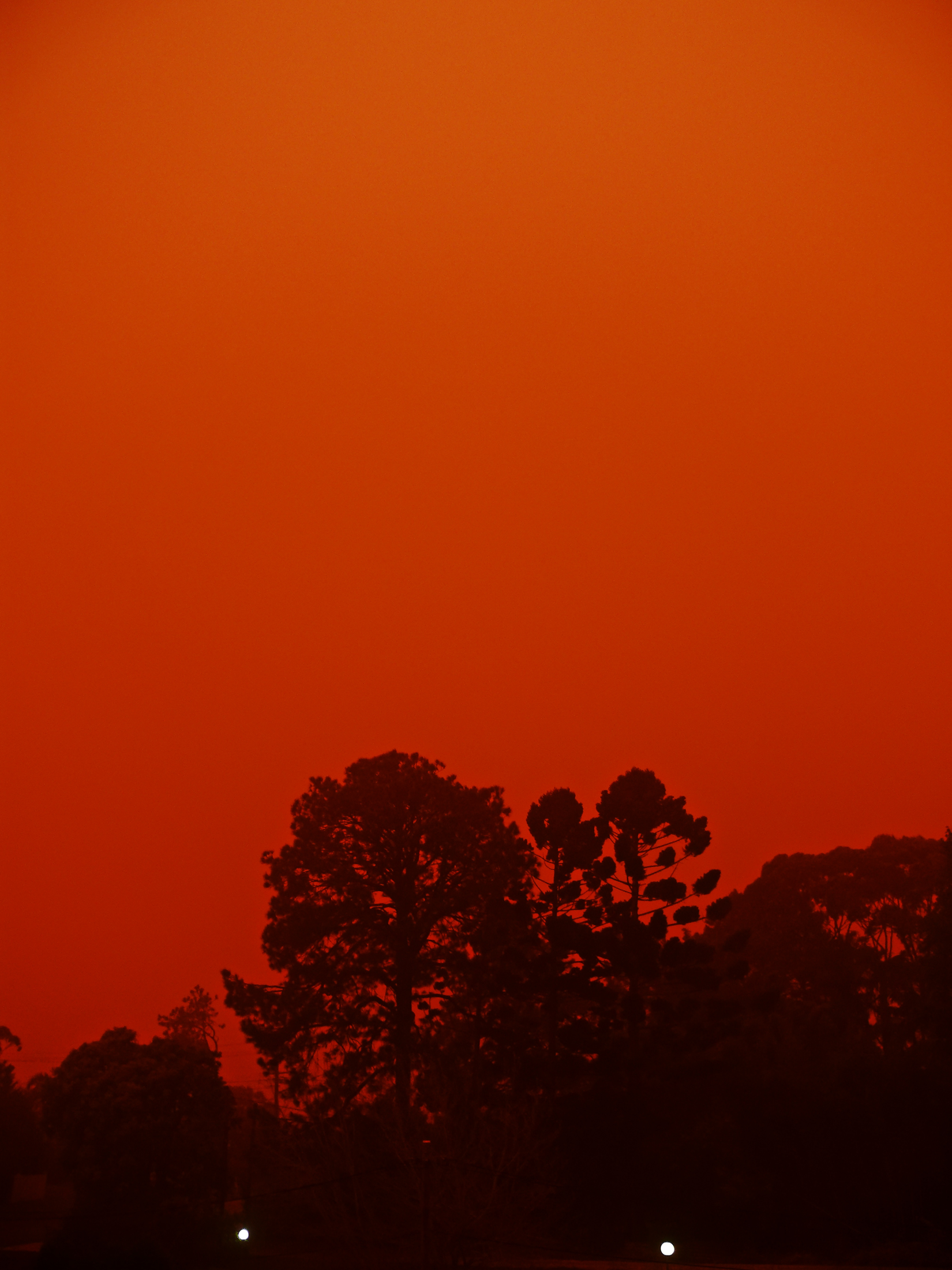
Sydney, NSW
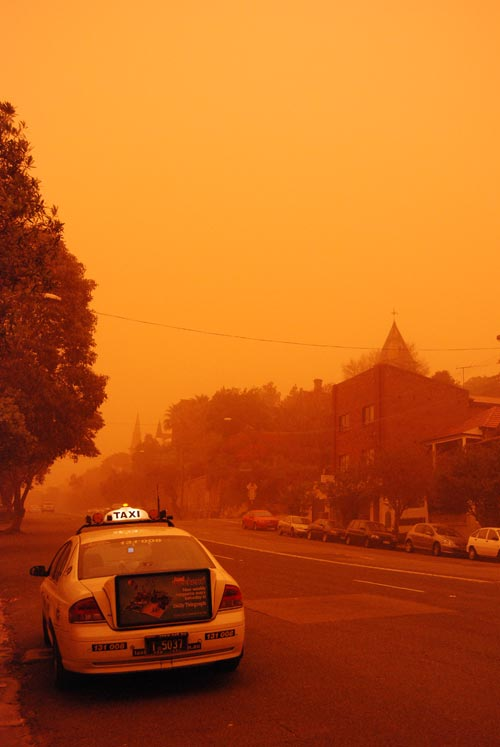
Sydney, NSW
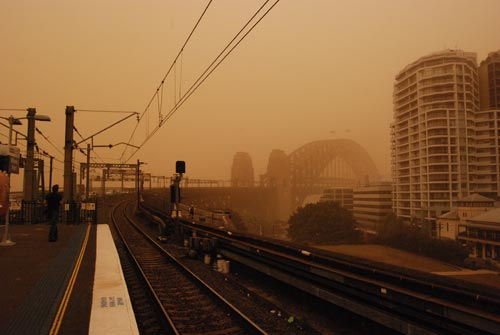
Cầu cảng Sydney, NSW
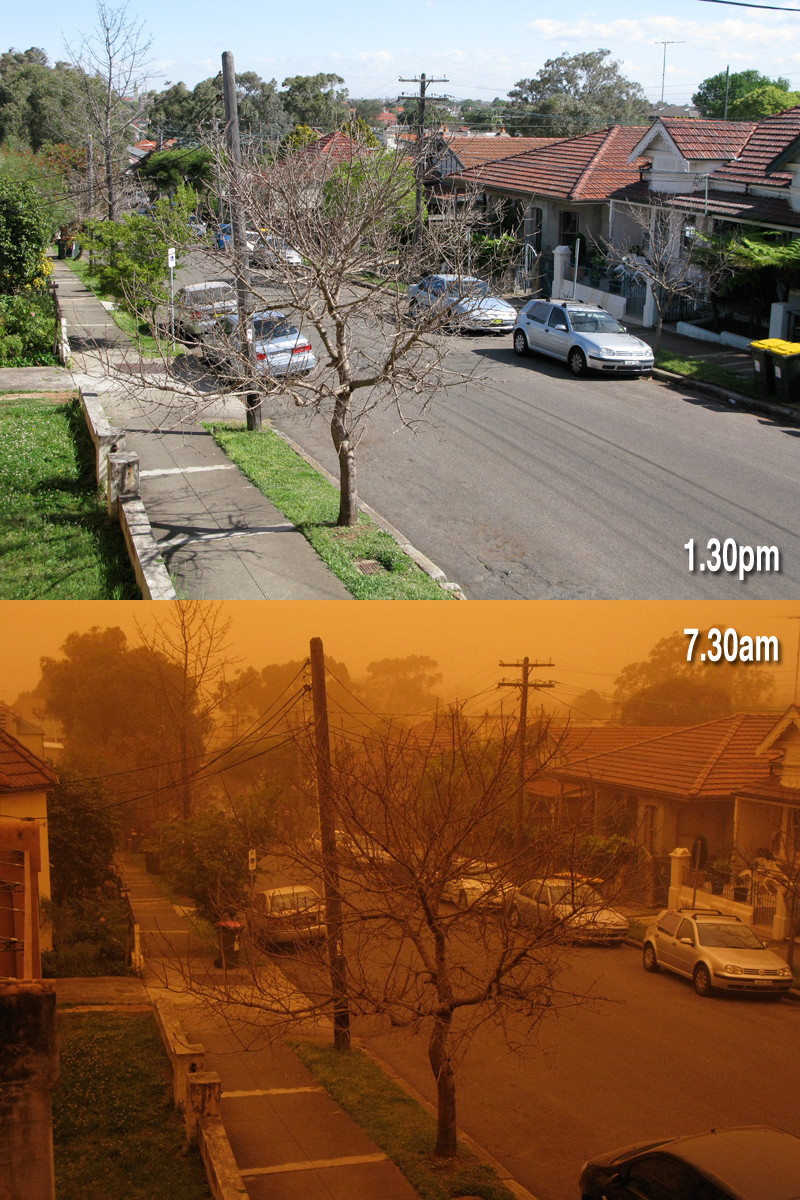
So sánh giữa lúc và sau trận bão, Sydney, NSW
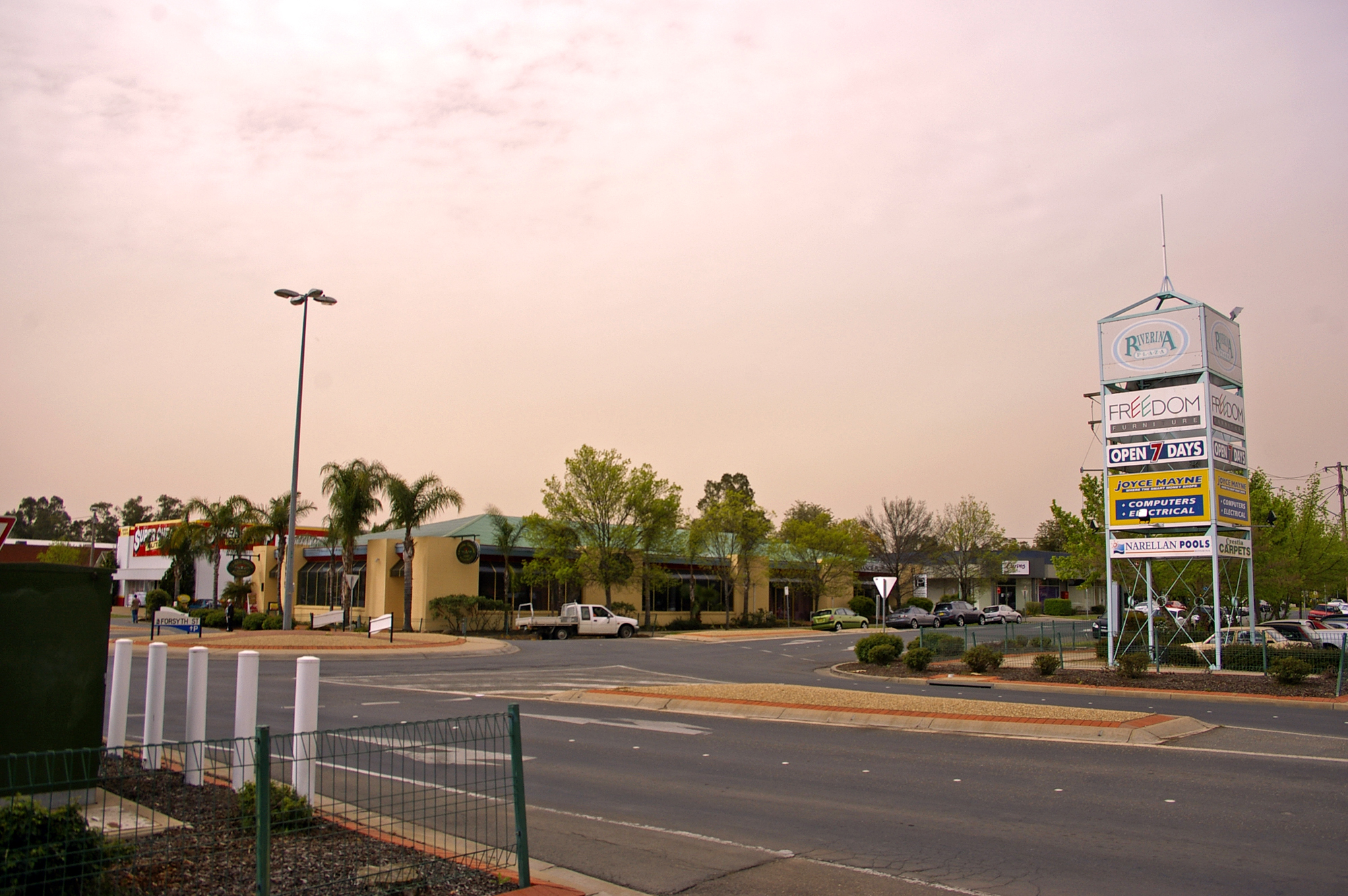
Trung tâm thành phố Wagga Wagga, NSW
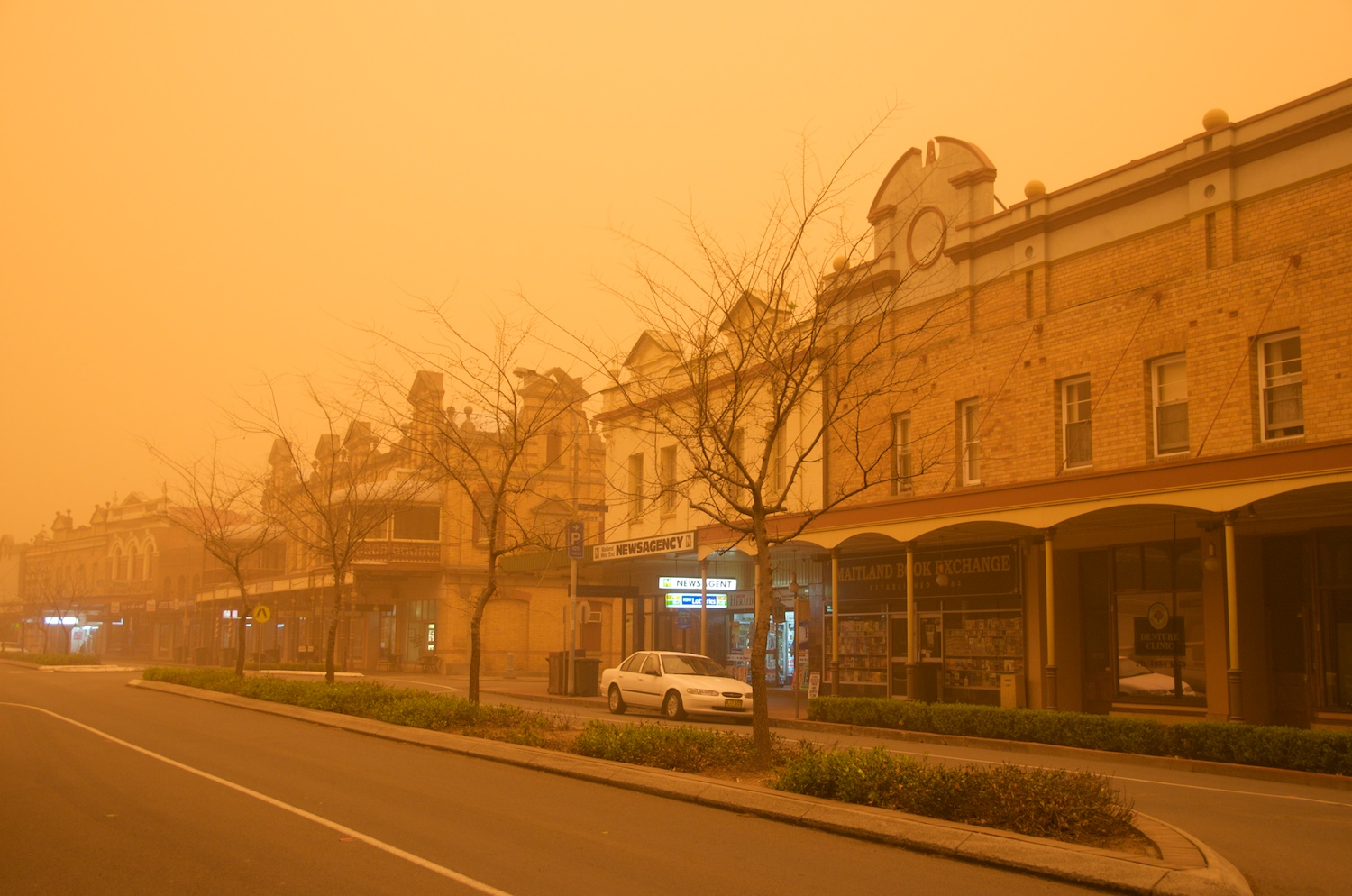
Maitland, NSW
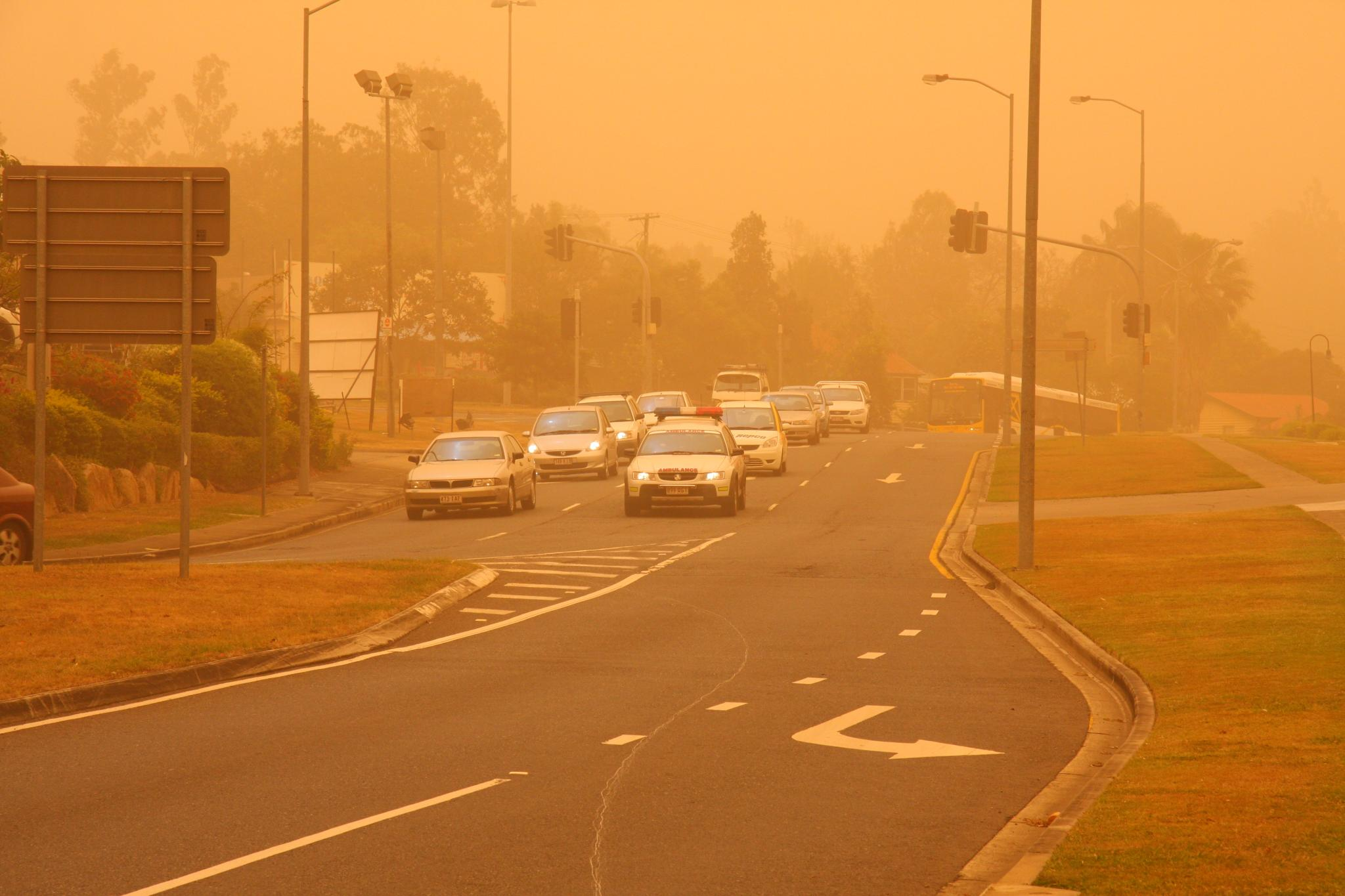
Indooroopilly (ngoại ô Brisbane), Qld
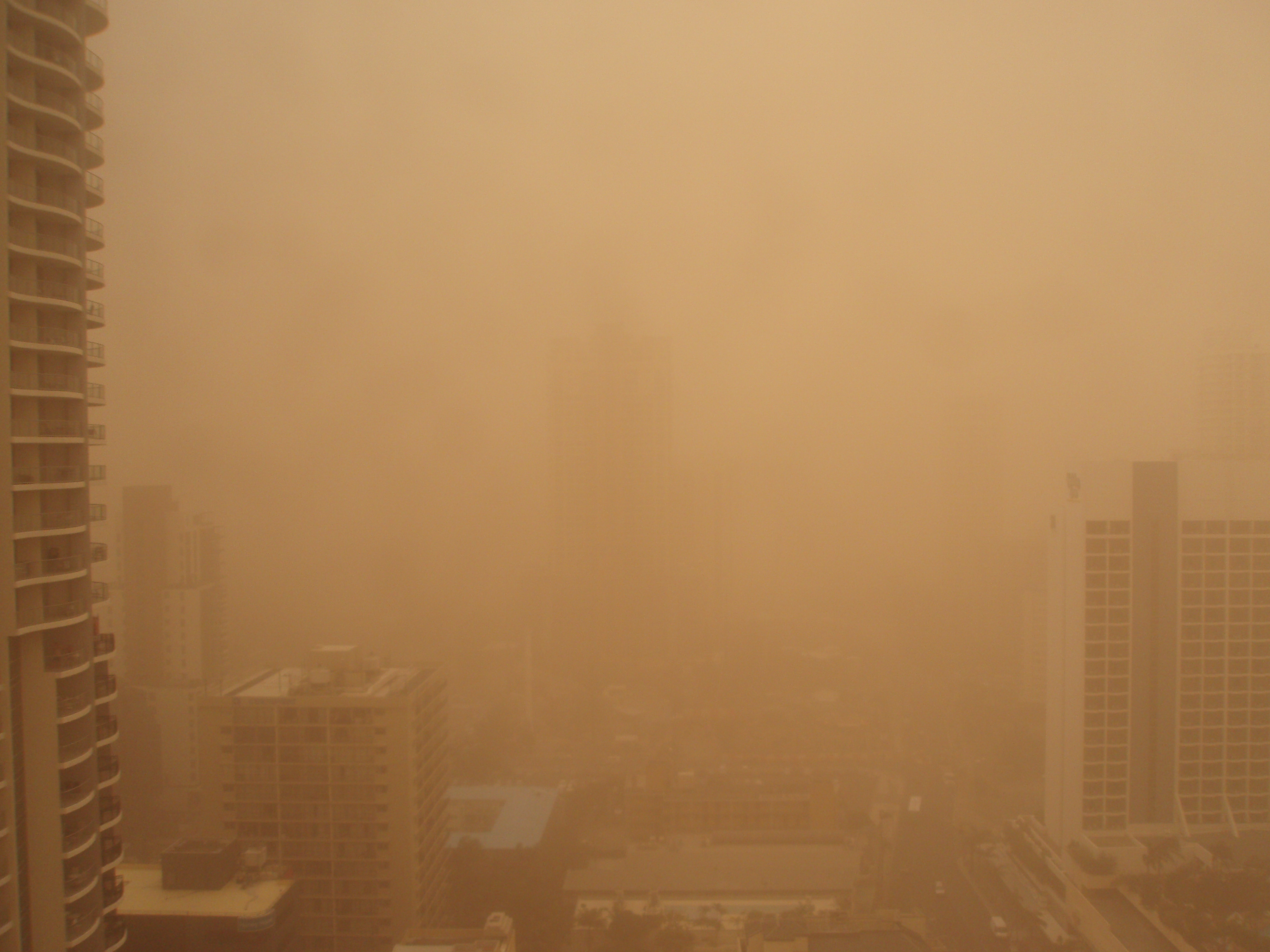
Cao ốc Surfers Paradise, Qld
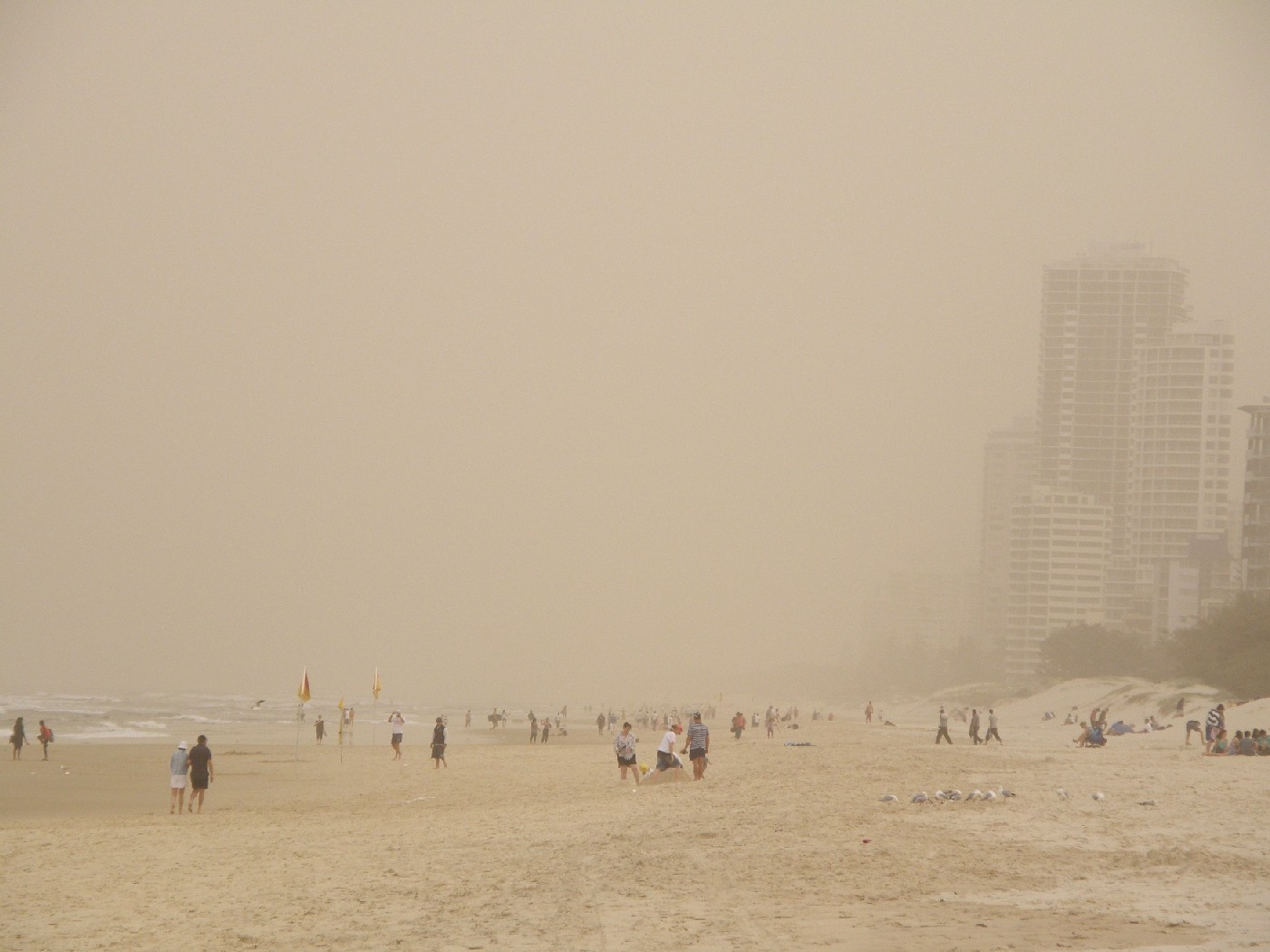
Bãi biển Surfers Paradise, Qld